# Шаповал, Максим Михайлович
Макси́м Миха́йлович Шапова́л (укр. Максим Михайлович Шаповал; 6 июля 1978, Винница — 27 июня 2017, Киев) — украинский военнослужащий, генерал-майор (посмертно) Вооружённых сил Украины, командир 10-го отдельного отряда специального назначения ССО Украины, начальник специального резерва ГУР Министерства обороны Украины. Герой Украины (7 сентября 2017, посмертно).

## Биография

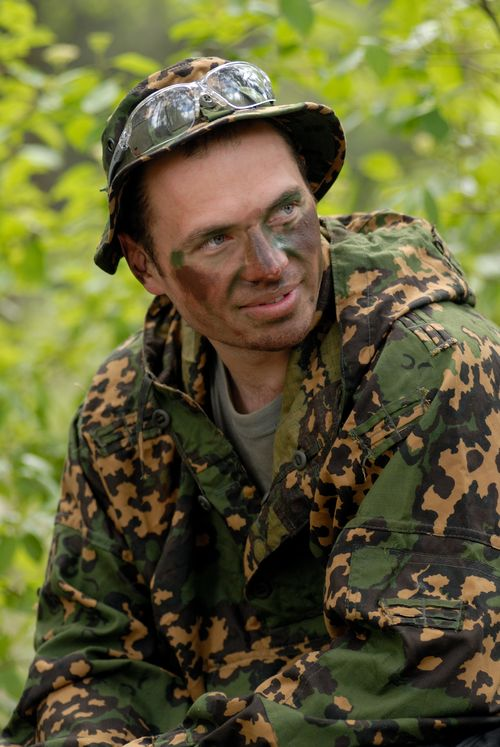
Шаповал в 2008 году

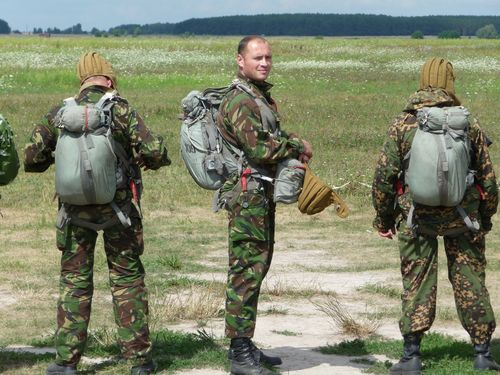
Шаповал в 2009 году

### Семья
Максим Михайлович Шаповал родился 6 июля 1978 года в городе Винница в районе Вишенька. Родители — Михаил и Наталья. Отец Максима был военным лётчиком, командиром экипажа самолёта Ан-2, работал в старом Винницком аэропорту. Михаил Шаповал скончался в 1985 году на 33-м году жизни от неизлечимой болезни, когда Максим только собирался идти в школу. Дед — офицер вооружённых сил, дядя по матери служил в армии, вышел на пенсию в звании полковника. Максим был женат на девушке по имени Ирина, у них родились двое детей: Вера (2012 г.р.) и Александр (2015 г.р.).

### Воинская служба
Максим учился сначала в винницкой общеобразовательной школе № 10, а позже в школе № 15. Поступил в Киевское высшее инженерное радиотехническое училище ПВО, которое в 1999 году было ликвидировано и вошло в Военный институт телекоммуникаций и информатизации НТУУ КПИ, окончил факультет шифровальщиков в 2000 году. Воинскую службу начинал офицером службы защищённой связи и режима секретности Главного управления разведки Министерства обороны Украины. Участвовал в миссии ООН в Сьерра-Леоне, после возвращения служил старшим офицером, командиром группы водолазов-разведчиков. В 2010—2012 годах нёс службу в Управлении госохраны, занимаясь охраной первых лиц государства. Позже вернулся в свою воинскую часть на должность начальника службы инструкторов, в дальнейшем был назначен заместителем командира, а затем и командиром воинской части.
После начала войны на востоке Украины отправился в зону АТО, охватывавшую Донецкую и Луганскую область. В звании полковника командовал 10-м отдельным отрядом специального назначения ГУР МО Украины. В мае 2014 года участвовал в боях за Донецкий аэропорт: 26 мая его отряд одним из первых отрядов ВСУ вступил на территорию аэропорта. Непосредственно участвовал в планировании и проведении разведывательных рейдов в тыл противника, отслеживая перемещения вооружённых формирований ДНР и ЛНР и предупреждая украинские воинские части о возможных артиллерийских обстрелах со стороны противника.

### Гибель
Полковник Максим Шаповал незадолго до своей гибели вернулся из зоны АТО в Киев. 27 июня 2017 года он находился за рулём автомобиля Mercedes-Benz в Соломенском районе Киева по улице Механизаторов, недалеко от здания Высшей квалификационной комиссии судей Украины, когда автомобиль взлетел на воздух. В результате взрыва обломки автомобиля были разбросаны на десятки метров, а Шаповал скончался на месте; ещё двое прохожих (девушка 1990 г.р. и мужчина 1946 г.р.) получили осколочные ранения, но госпитализированы не были.
30 июня 2017 года в Доме офицеров прошла церемония прощания с Шаповалом, на которой присутствовал президент Украины Пётр Порошенко. Траурная процессия растянулась от Дома офицеров до Владимирского собора, похороны прошли на Байковом кладбище (участок №30). В тот же день указом Президента Украины полковник Шаповал Максим Михайлович был посмертно произведён в генерал-майоры.

### Расследование
Главным управлением Национальной полиции Украины в Киеве было возбуждено уголовное дело по части 3 статьи 258 Уголовного кодекса Украины (террористический акт, который привёл к гибели человека). 7 июля, после проведения неотложных первоочередных следственно-розыскных действий, Генеральным прокурором Украины было поручено осуществить досудебное расследование в этом производстве следователем Главной военной прокуратуры Украины. По имеющейся информации, взрывное устройство было заложено в салоне автомобиля. По словам секретаря Совета национальной безопасности и обороны Украины Александра Турчинова, убийство Максима Шаповала было совершено по такому же сценарию, что и в случае с полковником СБУ Александром Хараберюшом, погибшим 31 марта 2017 года; советник министра внутренних дел Украины Зорян Шкиряк отметил также схожесть случившегося с гибелью Павла Шеремета.
Главный военный прокурор Генеральной прокуратуры Украины Анатолий Матиос выдвинул версию о причастности к гибели Шаповала пророссийских сепаратистов, которую поддержал и Шкиряк. 17 апреля 2019 года председатель СБУ Василий Грицак заявил о раскрытии преступления — к убийству был причастен некто Олег Николаевич Шутов (укр. Олег Миколайович Шутов; 1966 года рождения) из Донецка, сотрудник «центра спецопераций МГБ ДНР». По версии следствия, Шутов арендовал квартиру в том же доме, где проживал полковник Шаповал, и установил взрывное устройство, а после подрыва машины выехал в Донецк. Организатором диверсий, направленных на убийства украинских офицеров, Василий Грицак назвал начальника департамента контрразведывательных операций ФСБ России генерал-лейтенанта Дмитрия Минаева, который, по версии СБУ, был одним из главных кураторов МГБ ДНР и регулярно выезжал в районы Донбасса, не контролируемые украинскими властями.

## Награды
- Герой Украины (7 сентября 2017 года, посмертно) — за мужество и героизм, проявленные при защите государственного суверенитета и территориальной целостности Украины, весомый личный вклад в укрепление обороноспособности и безопасности государства, самоотверженную службу украинскому народу[19][20]
- Медаль «10 лет Вооружённым силам Украины»[21]
- Медаль «15 лет Вооружённым силам Украины»[21]
- Медаль «20 лет добросовестной службы»[укр.][21]
- Почётный нагрудный знак «За отличную службу в аэромобильных войсках Сухопутных войск Вооружённых сил Украины»[укр.][21]
- Знак отличия «15 лет военной разведке Украины»[21]
- Памятный нагрудный знак «15 лет воинской части А2245»[21]
- Негосударственная награда Орден «Народный Герой Украины» (18 августа 2017, 24-я церемония награждения, г. Винница)[22]

## Увековечивание памяти
- 7 сентября 2017 года во время выступления в Верховной Раде Украины президент Пётр Порошенко объявил о присвоении спецподразделению военной разведки имени Максима Шаповала[23].
- Генерал-майор Максим Шаповал навечно внесён в список личного состава своей воинской части, также информация о нём внесена в Книгу Славы ГУР Министерства обороны Украины[24].
- 27 октября 2017 года на Аллее героев Военного института телекоммуникаций и информатизации был открыт памятник выпускнику Максиму Шаповалу[25].
- 10 февраля 2018 года на фасаде здания института специальной связи и защиты информации, где учился Шаповал, была установлена мемориальная доска[26].
- 23 июня 2018 года на фасаде дома, где проживал Шаповал, открыли мемориальную доску[27].
- 6 декабря 2018 года решением Киевского городского совета улицу Механизаторов в Соломенском районе Киева переименовали в улицу Генерала Шаповала[укр.][28][29].